# SG Aufbau Boizenburg
SG Aufbau Boizenburg is een Duitse sportvereniging uit Boizenburg/Elbe, Mecklenburg-Voor-Pommeren. De club is actief in badminton, boksen, danse, handbal, lopen, tafeltennis en voetbal.

## Geschiedenis
De club werd opgericht als BSG Chemie Boizenburg en speelde vanaf 1952 in de nieuwe Bezirksliga. In 1954 werd de naam BSG Aufbau Boizenburg aangenomen. Na een degradatie in 1966 keerde de club meteen terug en in 1971 stootte de club door naar de DDR-Liga, toen die van twee naar vijf reeksen uitgebreid werd, maar de club degradeerde meteen weer. Twee jaar later keerde de club terug maar kon ook nu het behoud niet meer verzekeren. Tot aan het einde van de DDR speelde de club op het derde niveau in de Bezirksliga Schwerin.
Na de Duitse hereniging werden de BSG's ontbonden en werd de huidige naam aangenomen. De club startte in de Landesliga en degradeerde al na één seizoen naar de Bezirksliga, toen de vijfde klasse, maar inmiddels de achtste klasse. In 2014 promoveerde de club naar de Verbandsliga. 